# Cục Hậu cần, Quân đội nhân dân Việt Nam
Cục Hậu cần là cơ quan bảo đảm hậu cần ở cấp quân khu, quân đoàn, quân chủng (và tương đương) chịu sự chỉ huy trực tiếp toàn diện, thuộc quyền của Đảng ủy hoặc Bộ Tư lệnh cấp mình, chịu sự chỉ đạo của Tổng cục Hậu cần về nghiệp vụ, đồng thời là cơ quan nghiệp vụ cấp trên của Phòng (ban) hậu cần ngành dọc cấp dưới trực thuộc. Được tổ chức từ năm 1961 tại các Quân khu sau đó đến năm 1974 tách Cục Hậu cần thành hai cơ quan là Cục Hậu cần và Cục Kỹ thuật.

## Chức năng
Cục Hậu cần có chức năng giúp Đảng ủy và Bộ Tư lệnh hoặc thủ trưởng cấp mình quản lý công tác bảo đảm hậu cần, đồng thời là cơ quan nghiệp vụ cấp trên của Phòng (ban) hậu cần đơn vị cấp dưới trực thuộc. Hoạt động dưới sự lãnh đạo trực tiếp của đảng ủy, sự chỉ đạo, hướng dẫn của Thủ trưởng cùng cấp và sự chỉ đạo, hướng dẫn của Tổng cục Hậu cần

## Tổ chức chung

### Tổ chức Đảng
Từ năm 2006 thực hiện chế độ Chính ủy, Chính trị viên trong Quân đội. Tổ chức Đảng bộ như sau:
- Đảng bộ Quân khu, Quân đoàn và tương đương là cao nhất.
- Đảng bộ Cục Hậu cần thuộc Đảng bộ Quân khu, Quân đoàn và tương đương
- Đảng bộ các đơn vị trực thuộc Cục Hậu cần (tương đương cấp Tiểu đoàn và Trung đoàn)
- Chi bộ các cơ quan đơn vị trực thuộc các đơn vị cơ sở (tương đương cấp Đại đội)

Ban Thường vụ của Cục Hậu cần gồmː
- Bí thư Đảng ủy Cục Hậu cầnː Thường là Chính ủy Cục Hậu cần đảm nhiệm
- Phó Bí thư Đảng ủy Cục Hậu cầnː Thường là Chủ nhiệm Hậu cần đảm nhiệm.
- Ủy viên Thường vụ Cục Hậu cầnː Thường là các Phó Chủ nhiệm Hậu cần còn lại.

### Tổ chức chính quyền

#### Lãnh đạo chỉ huy
- Chủ nhiệm Hậu cầnː 01 người. Trần quân hàm Đại tá
- Chính ủyː 01 người. Trần quân hàm Đại tá
- Phó Chủ nhiệm Hậu cầnː từ 2-3 người. Trần quân hàm Đại tá.

#### Các cơ quan chức năng
1. Phòng Tham mưu
2. Phòng Chính trị
3. Phòng Kỹ thuật
4. Phòng Quân nhu
5. Phòng Doanh trại
6. Phòng Xăng dầu
7. Phòng Vận tải
8. Phòng Quân y
9. Ban Tài chính
10. Ban Hành chính
11. Các Phòng đặc chủng theo ngành

#### Các đơn vị cơ sở
1. Lữ đoàn vận tải
2. Trung đoàn vận tải
3. Các Kho Hậu cần
4. Các Viện quân y

## Hệ thống cơ quan hậu cần
- Tổng cục Hậu cần thuộc Bộ Quốc phòng
- Cục Hậu cần thuộc các Quân khu, Quân chủng, Tổng cục, Bộ đội Biên phòng, Cảnh sát biển, Bộ Tư lệnh Thủ đô Hà Nội, Quân đoàn, Binh chủng và tương đương.
- Phòng Hậu cần thuộc các Sư đoàn, Lữ đoàn, Vùng Cảnh sát biển, Bộ CHQS tỉnh, thành phố trực thuộc TW, Bộ CHBP tỉnh, thành phố trực thuộc TW và tương đương.
- Ban Hậu cần thuộc các Trung đoàn, Ban chỉ huy quân sự quận, huyện, thị xã và tương đương.

## Tổ chức cụ thể

### Cục Hậu cần thuộc Quân khu
- Cục Hậu cần Quân khu 1
- Cục Hậu cần Quân khu 2
- Cục Hậu cần Quân khu 3
- Cục Hậu cần Quân khu 4
- Cục Hậu cần Quân khu 5
- Cục Hậu cần Quân khu 7
- Cục Hậu cần Quân khu 9
- Cục Hậu cần Bộ Tư lệnh Thủ đô Hà Nội

### Cục Hậu cần thuộc Quân chủng
- Cục Hậu cần Quân chủng Hải quân
- Cục Hậu cần Quân chủng Phòng không-Không quân
- Cục Hậu cần Bộ đội Biên phòng
- Cục Hậu cần Cảnh sát biển

### Cục Hậu cần thuộc Tổng cục
- Cục Hậu cần Tổng cục Kỹ thuật
- Cục Hậu cần Tổng cục Hậu cần
- Cục Hậu cần Tổng cục Tình báo
- Cục Hậu cần Tổng cục Công nghiệp Quốc phòng

### Cục Hậu cần thuộc Quân đoàn
- Cục Hậu cần Quân đoàn 1
- Cục Hậu cần Quân đoàn 2
- Cục Hậu cần Quân đoàn 3
- Cục Hậu cần Quân đoàn 4

### Cục Hậu cần thuộc Binh chủng
- Cục Hậu cần Binh chủng Pháo binh
- Cục Hậu cần Binh chủng Đặc công
- Cục Hậu cần Binh chủng Công binh
- Cục Hậu cần Binh chủng Hóa học
- Cục Hậu cần Binh chủng Tăng Thiết giáp
- Cục Hậu cần Binh chủng Thông tin liên lạc

### Các đơn vị khác
- Cục Hậu cần Bộ Tổng Tham mưu
- Cục Hậu cần Tổng cục Chính trị
- Cục Hậu cần-Kỹ thuật, Học viện Quốc phòng